# Дубовик, Леонтий Фёдорович
Леонтий Фёдорович Дубовик (укр. Леонтій Федорович Дубовик; 17 (30) октября 1902, Киев — 23 августа 1952, Харьков) — украинский советский театральный режиссёр и педагог. Народный артист Украинской ССР (1947). Лауреат Сталинской премии (1948).

## Биография
В 1925 закончил Киевский музыкально-драматический институт имени Лысенко. В том же году приглашен Лесем Курбасом в театр «Березиль». В 1926 вместе с театром переехал в Харьков. После ареста Курбаса и разгрома театра — один из ведущих режиссёров Украинского драматического театра имени Шевченко в Харькове. После переезда Крушельницкого в Киев в 1952 назначен художественным руководителем театра. Но скоропостижная смерть прервала его карьеру.
Дубовик преподавал в Харьковском театральном институте. Среди его учеников бывший главный режиссёр Харьковского русского драматического театра имени Пушкина Александр Барсегян.

## Постановки

### Театр «Березиль»
- 1930 — «97» Кулиша
- 1931 — «1905 год на ХТЗ», текст коллективный
- 1931 — «Кадры» Микитенко
- 1934 — «Бастилия Божьей Матери» Микитенко

### Украинский драматический театр имени Шевченко
- 1935 — «Сон» по Шевченко
- 1936 — «Васса Железнова» Горького
- 1937 — «Банкир» Корнейчука
- 1937 — «Очная ставка» Шейнина
- 1938 — «Кубанцы» Ротко
- 1938 — «Жена Клода» Дюма-сына
- 1939 — «Мать» Чапека
- 1940 — «Тевье-молочник» по Шолом-Алейхему
- 1943 — «Назар Стодоля» Шевченко
- 1944 — «Миссия мистера Перкинска в страну большевиков» Корнейчука
- 1944 — «Офицер» Полторацкого
- 1946 — «Дорога в Нью-Йорк» по Рискину
- 1946 — «Гроза» А. Н. Островского
- 1947 — «Генерал Ватутин» Дмитерко — Сталинская премия второй степени (1948)
- 1948 — «Софья Ковалевская» братьев Тур
- 1949 — «За Вторым фронтом» Собко
- 1949 — «Заговор обреченных» Вирты
- 1951 — «Люди доброй воли» Мдивани